# Луций Флавий Декстер
Лу́ций Фла́вий Де́кстер (лат. Lucius Flavius Dexter; IV—V вв.) — древнеримский военный деятель и писатель, префект претория времён правления императора Гонория. Современник Иеронима Стридонского.

## Биография
Известно, что Флавий Декстер являлся испанцем по происхождению, сын епископа Барселонского Пакиана, занимал должность префекта претория во время правления императора Гонория. По просьбе Декстера Иероним Стридонский написал книгу «De viris illustribus» («О знаменитых мужах») (как Иероним пишет в Предисловии к ней). Пакиану и Декстеру посвящены две отдельные главы (106 и 132) в книге Иеронима «De viris illustribus» («О знаменитых мужах»). Иероним пишет о Декстере, как о посвятившем себя служению христианской вере. Флавий Луций Декстер написал книгу  «Всеобщая история», которая не сохранилась. Декстер упоминается у Иеронима также в его книге «Апология против книг Руфина».